# Château de Malvignol
Le château de Malvignol est un château situé sur la commune de Lautrec dans le département du Tarn (France)
Construit au cours du XVIe siècle, il est partiellement inscrit au titre des monuments historiques par arrêté du 6 juin 1988.

## Historique

### Origine
La seigneurie de Malvignol existerait depuis le XIIe siècle, comme possession de la famille de Matvinhol, qui aurait donc donné son nom au lieu.
Elle passe ensuite aux mains de la famille de Capriol, puisqu'en 1258, Isarn de Capriol, seigneur de Malvignol, rend hommage au roi Louis IX . Cette famille, vassale des vicomtes de Lautrec, reste propriétaire du lieu jusqu'au XVIIIe siècle. 

### Guerres de Religion
La date de construction du château en lui-même n'est pas connue. Néanmoins, dès le début du XVIe siècle, en 1516, les textes mentionnent une tour à cet emplacement.
L'édifice actuel a été commandité par les Capriol. D'une probable maison forte destinée à décourager les grandes compagnies de la guerre de Cent Ans, ils transforment la bâtisse en un vrai château lors des guerres de Religion du XVIe siècle.  Elle intègre alors une ligne de fortifications allant de Vielmur à Soual, destinée à cantonner les protestants dans le sud de l'Albigeois. En effet, la vicomté de Lautrec est alors sous domination catholique, comme le sont les Capriol, tandis que les protestants tiennent Castres.

### Période moderne
Durant ces événements, le château de Malvignol est détruit. Il est ensuite reconstruit dans un style Renaissance, bien moins défensif et plus agréable à vivre.
La bâtisse change de famille deux fois au XVIIIe siècle  avant de choir en 1810 dans l'escarcelle de la famille de Jean-Antoine de Bourdès et de la comtesse Julie-Sophie de La Panouse, qui la conserve jusqu'en 1860. Ensuite la maison est exploitée comme domaine agricole, jusqu'en 1986 où elle est rachetée et restaurée par la famille des propriétaires actuels. 

## Architecture
Le château de Malvignol se présente, comme beaucoup de ses semblables de même époque, selon un plan carré s'organisant autour d'une cour centrale. L'accès à cette dernière se fait par un porche ouvert dans un mur d'enceinte.
Au sud, le principal corps de logis présente des façades quelque peu austères. La porte d'entrée sur la cour est un bel exemple de style classique du XVIIe siècle. Une tour semi-circulaire occupe l'angle Sud-Est. Arasée, sa hauteur ne dépasse plus celle des autres toitures. Au nord, les bâtiments annexes jouxtent les vestiges d'une tour carrée. À l'ouest une aile construite au XIXe siècle ferme la cour.
Un jardin en terrasse prolonge la façade sud et masque les caves voûtées, où l'on trouve quelques vestiges du fort primitif.

## Galerie

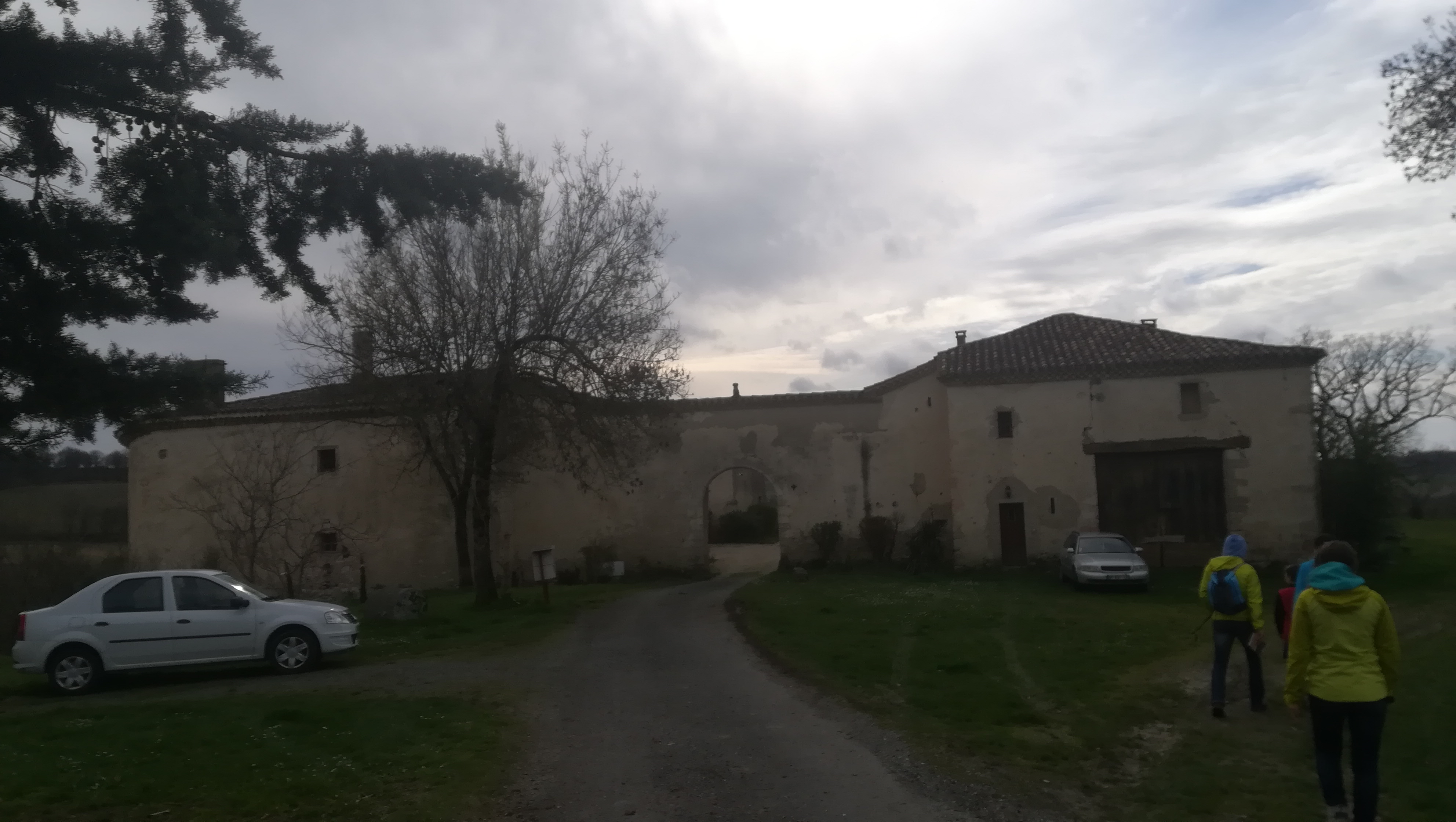
Entrée de la cour intérieure
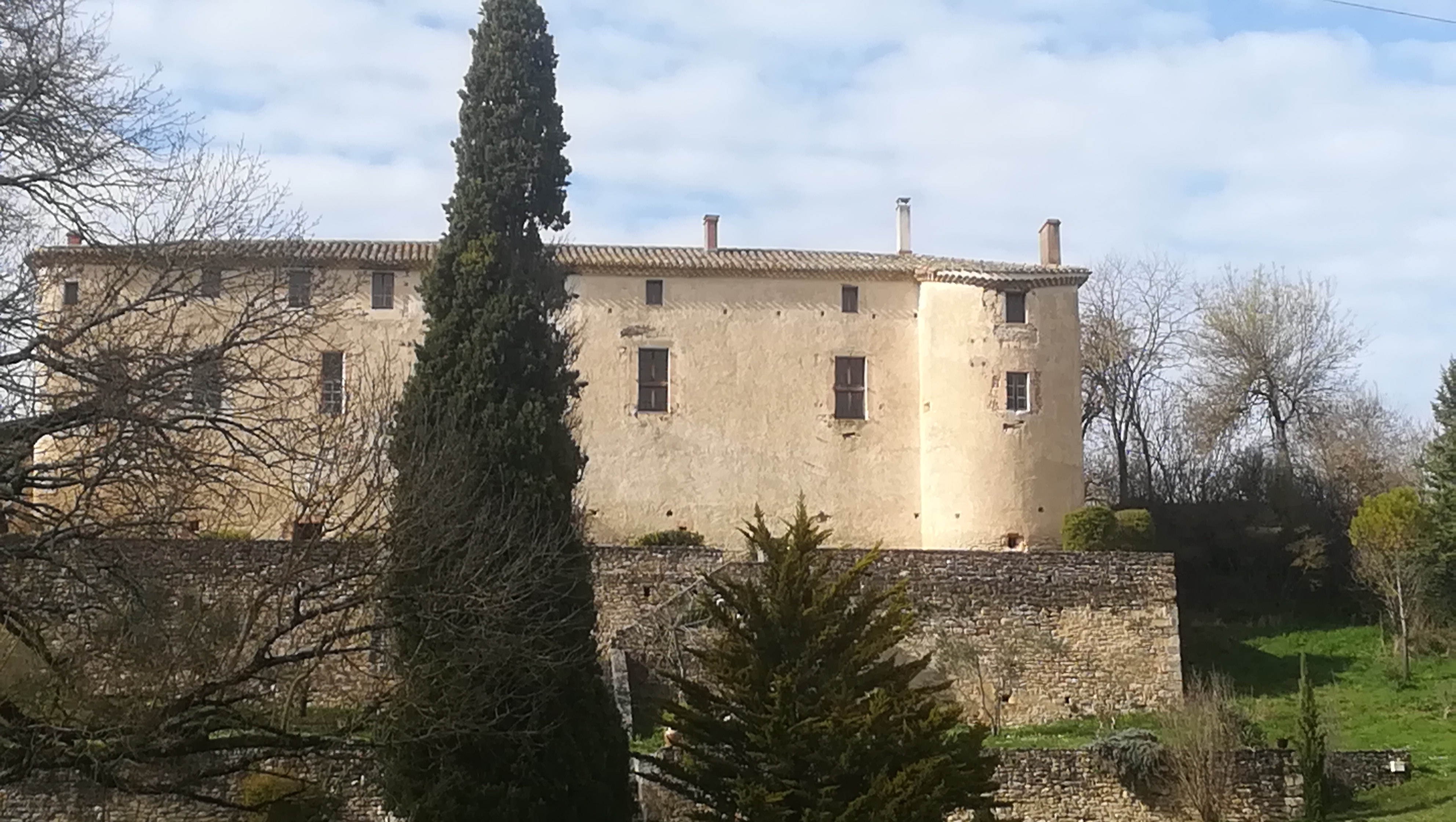
La façade Sud et sa tour arasée
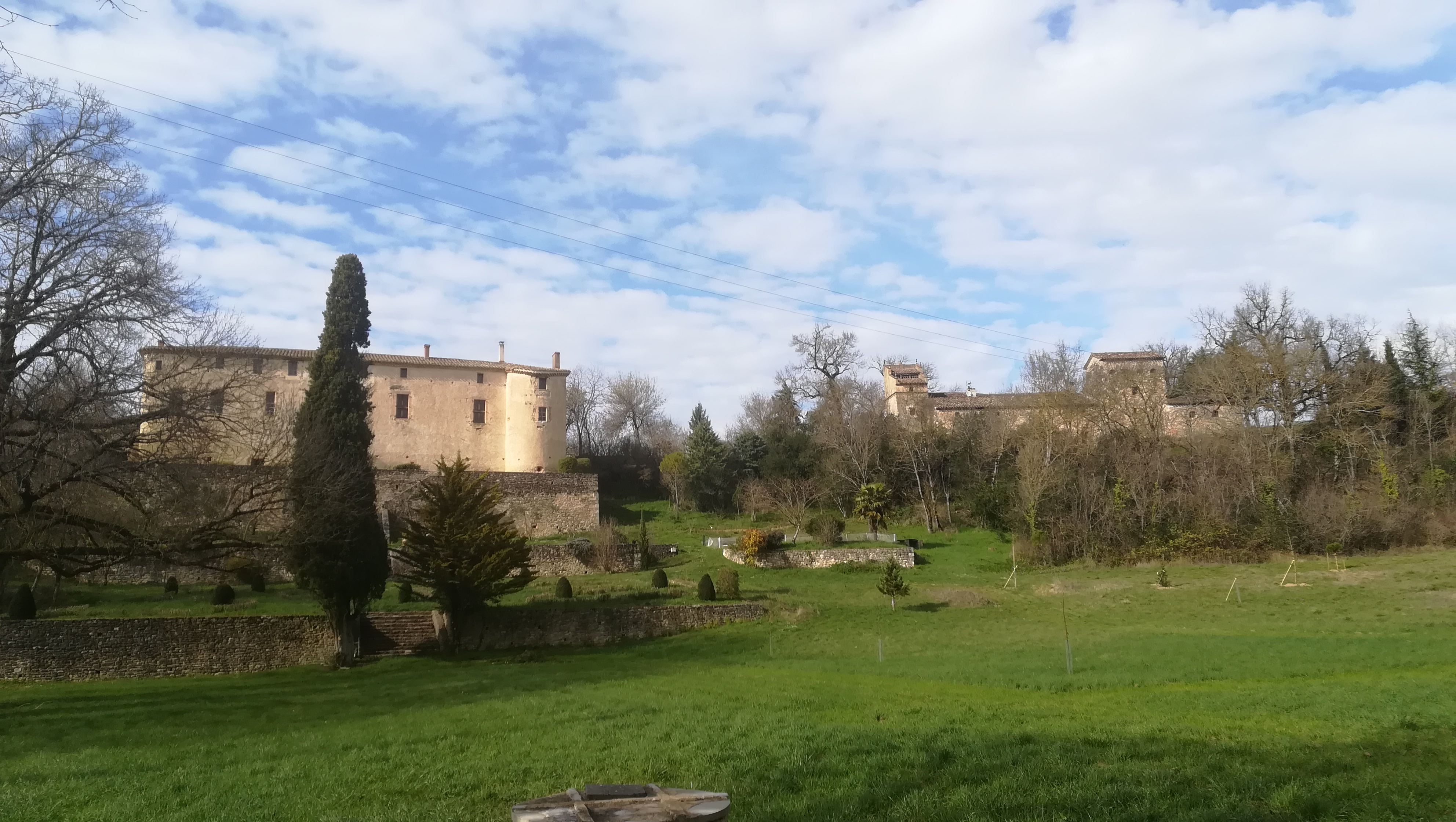
Panorama du château et de la métairie
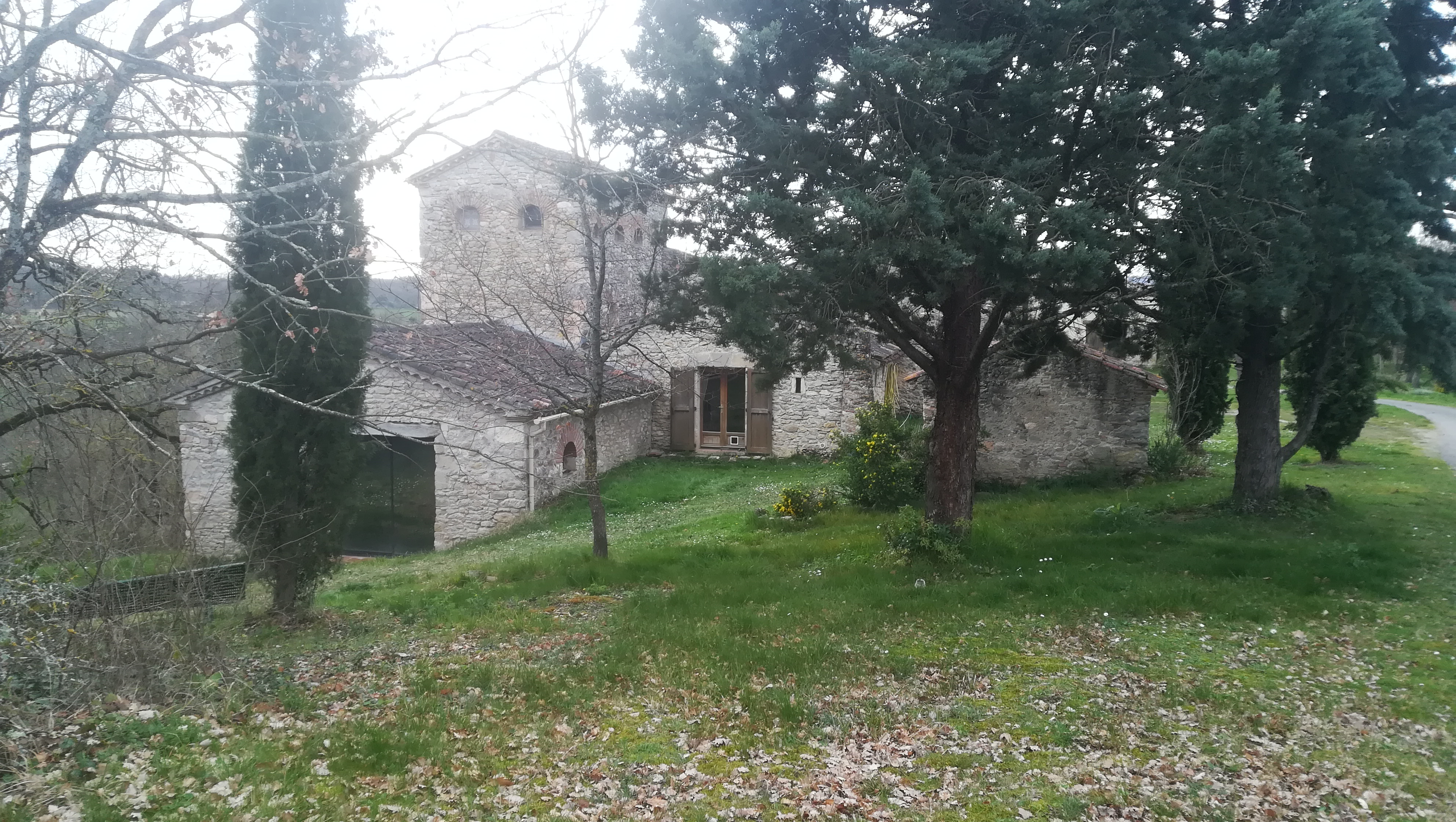
Métairie dépendante du château